# Pettiboneia duofurca
Pettiboneia duofurca är en ringmaskart som beskrevs av Wolf 1987. Pettiboneia duofurca ingår i släktet Pettiboneia och familjen Dorvilleidae.
Artens utbredningsområde är Mexikanska golfen. Inga underarter finns listade i Catalogue of Life.